# مدرسة دلهي الخاصة (دبي)

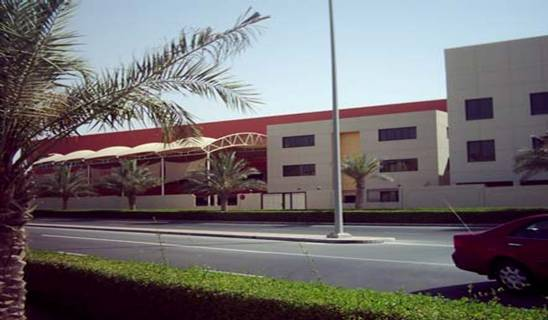
مدرسة دلهي الخاصة في دبي

مدرسة دلهي الخاصة في دبي هي مدرسة دولية خاصة تقع في دبي، الإمارات. تأسست في عام 2003. كانت المدرسة تُدار سابقًا من قبل جمعية مدارس دلهي العامة. ومع ذلك، لم تعد مرتبطة بجمعية مدارس دلهي العامة حيث انتهت رسميًا في مايو 2018.